# Доли (Ґродзиський повіт)
Доли (пол. Doły) — село в Польщі, у гміні Каменець Ґродзиського повіту Великопольського воєводства.
Населення — 105 осіб (2011).
У 1975-1998 роках село належало до Познанського воєводства.

## Демографія
Демографічна структура станом на 31 березня 2011 року:
|          | Загалом | Допрацездатний вік | Працездатний вік | Постпрацездатний вік |
| -------- | ------- | ------------------ | ---------------- | -------------------- |
| Чоловіки | 52      | 7                  | 43               | 2                    |
| Жінки    | 53      | 13                 | 32               | 8                    |
| Разом    | 105     | 20                 | 75               | 10                   |